# Lisa Azuelos
Lisa Azuelos, född 6 november 1965 i Neuilly-sur-Seine, är en fransk regissör, manusförfattare och filmproducent. Hon har bland annat regisserat filmerna LOL: Laughing Out Loud (2008) och Rendez-vous (2014), båda med Sophie Marceau i huvudrollen.